# Brasão de armas de Portugal
O brasão de armas de Portugal constitui o principal emblema heráldico de Portugal. É frequentemente apelidado de Cinco Quinas ou simplesmente Quinas, como referência à designação popular de cada um dos cinco escudetes que constituem o elemento principal do seu escudo de armas.
Resultando de uma evolução histórica de mais de 700 anos, o atual modelo de armas foi adotado de facto a 1 de dezembro de 1910, juntamente com o modelo atual da bandeira nacional, mas apenas foi oficializado a 19 de junho de 1911, sendo os seus detalhes específicos definidos a 30 de junho do mesmo ano.
Apesar de serem o mais constante símbolo do país desde há muitos séculos, as armas de Portugal não são indicadas, na Constituição da República Portuguesa de 1976, como um dos símbolos nacionais, a qual indica apenas como tais o hino e a bandeira nacional. As armas também não estão sequer expressamente definidas como símbolo nacional através de mera legislação ordinária ou qualquer outra disposição legal, em contraste com o que acontece por exemplo com o sobreiro, instituído como árvore nacional de Portugal por resolução parlamentar. Apesar disso, o Código Penal protege especificamente as "as armas ou emblemas da soberania portuguesa", punindo com pena de prisão ou multa quem publicamente os ultrajar ou faltar ao respeito que lhes é devido.

## Origem do atual modelo de armas de Portugal
Após a implantação do regime republicano em Portugal a 5 de outubro de 1910, o Governo Provisório da República nomeou, a 15 de outubro do mesmo ano, uma comissão para apresentar o projeto para uma nova bandeira nacional, da qual fazia parte o pintor Columbano Bordalo Pinheiro, que se encarregou do seu desenho. A comissão apresentou não só um modelo de bandeira nacional, mas também os modelos de outros símbolos visuais tais como as bandeiras regimentais para as unidades militares, o jaque para os navios de guerra e o emblema oficial (ou seja o brasão de armas) a usar pelos diferentes departamentos governamentais. Os modelos propostos foram aprovados pelo Governo Provisório a 29 de novembro, sendo a nova bandeira nacional — contendo as novas armas nacionais — apresentada ao público no 1º de dezembro, dia que havia sido estabelecido como o da Festa da Bandeira. Depois de muita polémica e acesos debates sobre os modelos escolhidos, os mesmos vieram a ser aprovados formalmente pelo Decreto da Assembleia Nacional Constituinte de 19 de junho de 1911, sendo os seus detalhes especificados pelo parecer da comissão da nova bandeira nacional publicado no Diário do Governo n.º 150 de 30 de junho daquele ano.
Foram estabelecidas três versões de armas, cada qual para um uso específico. Todas as três incluíam, como elemento central, o escudo tradicional de Portugal assente sobre uma esfera armilar de ouro. Recentemente, estas três versões têm aparecido ocasionalmente referidas como sendo, respetivamente, as "armas menores", as "armas militares" e as "armas maiores" de Portugal. No entanto, além de não ser oficial, esta classificação não é normalmente aceite no seio da ciência heráldica portuguesa.
A versão básica das armas consiste apenas no escudo assente sobre a esfera armilar, destinando-se originalmente a ser usada como emblema central da bandeira e jaque nacionais. A partir de 23 de setembro de 1911, passou a constar também nos novos modelos de bandeiras para uso da Marinha como distintivos pessoais do Presidente da República, dos ministros e de outras entidades do Estado. Acabou também por ter um uso generalizado em diversos outros contextos, empregue como alternativa à versão das armas com os ramos de louro.
A segunda versão consiste no escudo assente sobre a esfera armilar, sendo esta rodeada por dois ramos de louro, atados na sua base por um laço branco onde estava inscrito o verso camoniano retirado d'Os Lusíadas: "Esta é a ditosa Pátria minha amada". Esta versão destinava-se a ser usada nas bandeiras regimentais (atualmente designadas "estandartes nacionais") das unidades militares.
Finalmente, a terceira versão era muito semelhante à segunda, mas o laço não incluía qualquer inscrição. Apesar de não ter sido assim expressamente definido, nesta versão, o laço passou a ser usualmente representado nas cores verde e vermelha. Também em algumas variantes, os ramos aparecem representados a verde e não a ouro como definido oficialmente. Esta versão destinava-se a ser usada em selos, moedas e outros emblemas oficiais.

## Descrição heráldica e significado
Heraldicamente, as armas de Portugal podem ser descritas do seguinte modo:
«escudo de prata, com cinco quinas (escudetes de azul, cada qual com cinco besantes de prata postos em sautor) postas em cruz, bordadura de vermelho carregada de sete castelos de ouro; o escudo sobreposto a uma esfera armilar de ouro, rodeada por dois ramos de loureiro do mesmo, atados por um laço»

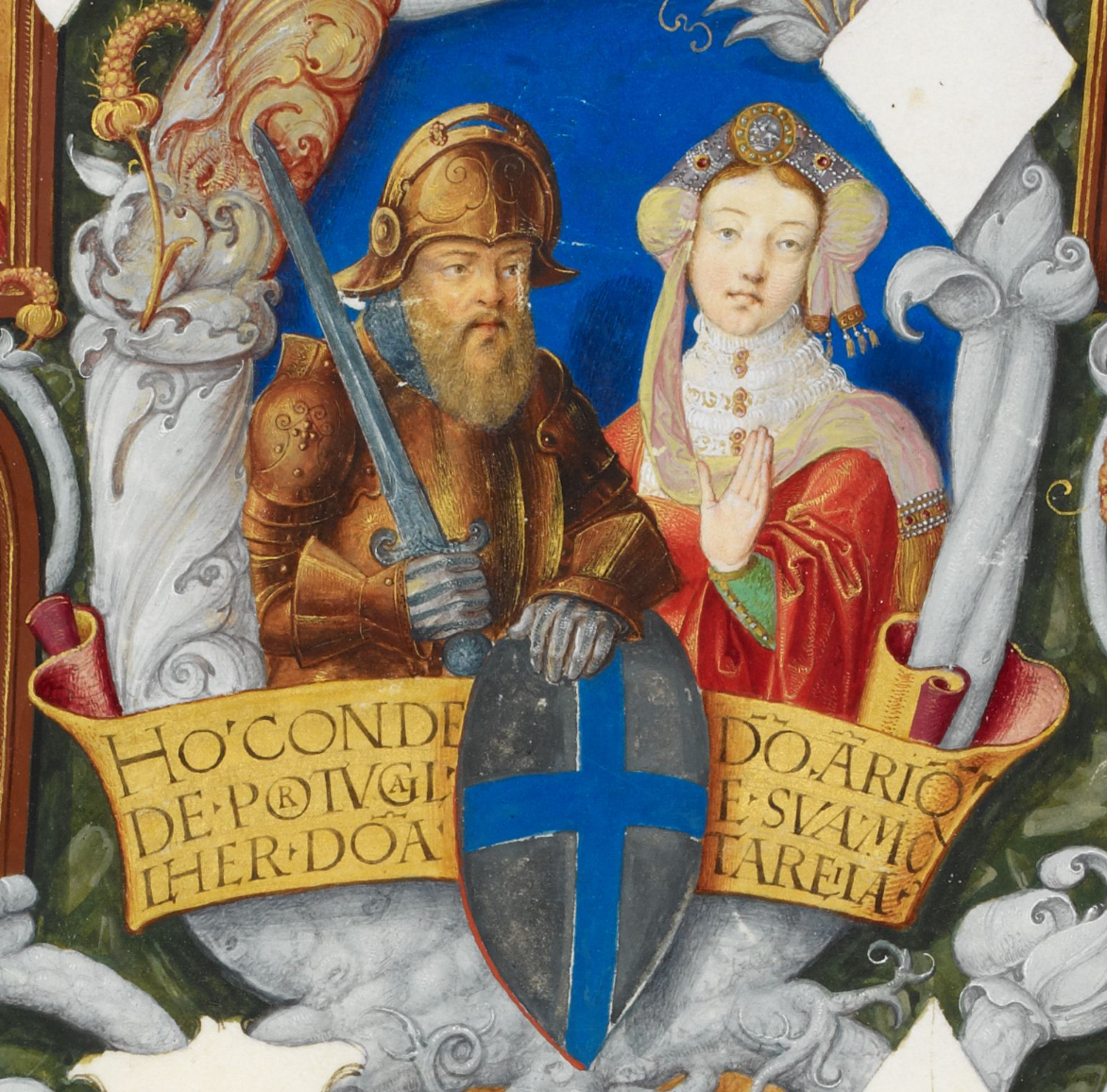
Conde D. Henrique e sua mulher D. Teresa, ostentando as primeiras armas de Portugal. Iluminura da Genealogia dos Reis de Portugal, século XVI.

A tradição indica que as primeiras armas usadas por D. Afonso Henriques seriam as herdadas de seu pai, o conde D. Henrique, descritas como «um escudo de prata, com uma cruz de azul». Os cinco escudetes e besantes teriam supostamente surgido numa fase posterior do reinado de D. Afonso Henriques, ainda que só existam evidências históricas da sua existência a partir do reinado de seu filho, o rei D. Sancho I.
A origem e o significado original das cinco quinas como armas de Portugal têm vindo a ser explicados por várias teorias, mas nenhuma das quais definitivamente comprovada. Não foi ainda descoberto qualquer esclarecimento contemporâneo da própria época em que as armas terão surgido, sendo que só cerca de 200 anos depois é que surge a teoria mais antiga hoje conhecida, apresentada por D. Pedro Afonso, conde de Barcelos e filho natural do rei D. Dinis.
A mais antiga e tradicional explicação é portanto da autoria de D. Pedro Afonso, o qual, na sua Crónica Geral de Espanha de 1344 - e referindo-se à grande vitória de D. Afonso Henriques contra as tropas de cinco reis mouros, na batalha de Ourique em 1139 — escreve: «E, depois que os reis foram vencidos, como dissemos, o rei Dom Afonso de Portugal, por memória daquele bom acontecimento que Deus lhe dera, pôs no seu pendão cinco escudos por aqueles cinco reis, e pô-los em cruz em lembrança da cruz de Nosso Senhor Jesus Cristo. E pôs em cada escudo trinta dinheiros por memória daqueles trinta dinheiros por que Judas vendeu Jesus Cristo».
Ao longo dos séculos, foram surgindo diversas adições e variantes à explicação dada por D. Pedro Afonso. Assim, alguns autores acrescentam que a indicação do sinal que D. Afonso Henriques deveria usar para alcançar a vitória teria sido dada pelo próprio Jesus Cristo, que lhe teria aparecido antes da batalha de Ourique. Em outras versões da história, quem teria aparecido antes da batalha e indicado os cinco escudetes azuis com besantes de prata, seria o Anjo de Portugal, o  arcanjo São Miguel ou o apóstolo Santiago. Os cinco escudetes aparecem também alternativamente explicados - incluindo por Luís de Camões em Os Lusíadas - como representando as cinco chagas de Cristo e não os cinco reis mouros.

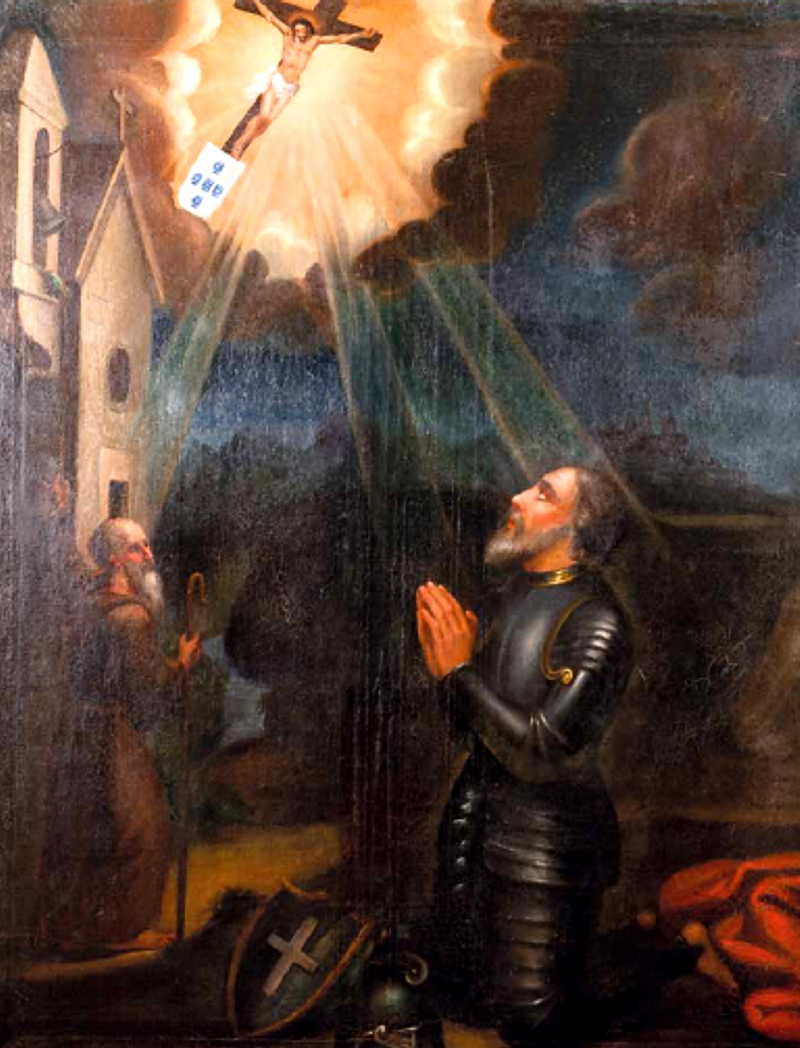
Aparecimento de Jesus Cristo a D. Afonso Henriques, apresentando-lhe os cinco escudetes. Pintura de António José Pereira, final do século XIX

Sobre a origem dos besantes, alguns autores - ainda que mantendo a explicação, dada por D. Pedro Afonso, dos mesmos representarem as trinta moedas de prata da traição de Judas - indicaram contudo que os besantes teriam sido sempre cinco em cada escudete, justificando que a totalidade das moedas se obteria contando-se duas vezes os besantes do escudete central por forma a totalizar 30 e não 25. Ocasionalmente, os cinco besantes em cada escudete aparecem também associados às chagas de Cristo, com a sua disposição em sautor representando uma chaga em cada mão, uma em cada pé e outra no coração. Estas explicações, bem como outras teorias formuladas por autores mais modernos, focam-se na análise do número de besantes nas diversas representações do escudo, partindo do princípio que aquele número foi sempre fixo e sugerindo várias explicações para o mesmo. Contudo, sabe-se - pela numismática e sigilografia régia - que o número de besantes mudou bastante ao longo das primeiras dinastias, só se fixando em cinco por escudete no final do século XIV. Logo, havendo um significado heráldico original para os besantes, o mesmo não poderia ter em conta o seu número. Como tal, surgiram também teorias explicativas dos besantes para as quais o seu número era irrelevante. Uma, bastante divulgada, indica que os besantes seriam a constatação heráldica do direito que assistia ao monarca de cunhar moeda própria, representando assim a prova da soberania obtida por Portugal face ao Reino de Leão.
No final do século XIX, viria a surgir uma teoria que defendia uma origem muito prosaica, tanto para os escudetes como para os seus besantes, a qual explicava ainda como se teriam originado estes a partir da suposta cruz azul inicial. Com bastante aceitação entre os heraldistas, esta teoria indica que o escudo físico de D. Afonso Henriques reproduziria a heráldica do seu alegado brasão original (de prata, com uma cruz de azul), contendo assim uma cruz formada com duas tiras de couro cruzadas, pintadas de azul e fixas, ao fundo branco ou prateado do escudo, por cinco grupos de pregos. Devido aos golpes sofridos em combate, a maior parte das tiras de couro que formavam a cruz teria sido arrancada, delas restando apenas os pedaços mais firmemente presos junto aos cinco grupos de pregos. Os escudetes teriam assim origem nos cinco pedaços restantes da cruz azul e os besantes nas cabeças dos pregos que os fixavam ao fundo do escudo.
A bordadura de vermelho carregada de sete castelos de ouro representa, segundo a tradição, o antigo Reino do Algarve, cuja reconquista aos Mouros foi concluída pelo rei D. Afonso III em 1249. Alguns autores também procuraram explicar o número de castelos representados, chegando mesmo a atribuir uma correspondência direta entre cada um deles e cada uma das povoações reconquistadas por D. Afonso III. Contudo, sabe-se que os castelos já eram usados no seu brasão por D. Afonso antes sequer de ser candidato ao trono, aparecendo nomeadamente nos seus selos enquanto conde de Bolonha, o que era antes ignorado pela generalidade dos autores. Hoje em dia, a teoria mais aceite é que a bordadura de castelos teria sido introduzida para distinguir as armas de D. Afonso, enquanto ainda infante, das armas do rei D. Sancho II seu irmão, segundo os usos heráldicos da época, tendo os seus elementos (castelos de ouro sobre campo de vermelho) origem nas armas dinásticas de D. Urraca de Castela, sua mãe.
Enfim, a esfera armilar de ouro — empresa ou emblema pessoal de D. Manuel I, que lhe foi concedida pelo seu tio o rei D. João II — representa a expansão marítima dos Portugueses ao longo dos séculos XV e XVI. Historicamente, a atribuição da esfera armilar a D. Manuel deu-se aquando da sua investidura como duque de Beja em 1484, logo após a morte do seu irmão o duque D. Diogo às mãos do próprio Rei. A empresa atribuída incluía, como corpo (componente figurativa), a referida esfera armilar e, como alma (componente textual), o mote Spera in Deo e fac bonitatem (Espera em Deus e faz o bem), frequentemente abreviado na misteriosa palavra Spera. Esta palavra, pela semelhanças entre o p e o dígrafo ph, com valor de f, tendia a ser lida como Sfera (forma arcaica de "esfera"), resultando num jogo de palavras entre a "esfera" (como representação do mundo) e a "espera" de D. Manuel para alcançar o trono de Portugal ao qual nunca havia pensado chegar. Durante o reinado de D. Manuel I, na elíptica da esfera armilar é frequentemente inscrita a sigla "MROE" ou a sua variante "MORE", significando respetivamente Manuel Rex Orbis est e Manuel Orbis Rex est (Manuel é Rei da Terra), o que indicia que a mesma se teria tornado num símbolo messiânico imperial.

## Elementos constituintes
As armas completas de Portugal são constituídas pelo escudo — ele próprio constituído por um campo central carregado com as quinas e uma bordadura carregada com castelos — e pelos elementos exteriores — que incluem a esfera armilar, rodeada por ramos de louro e respetivo laço nalgumas versões das armas.

### Escudo de Portugal

#### Quinas

As cinco quinas de Portugal

"Quina" é a designação popular - entretanto consagrada pela heráldica - de cada um dos cinco escudetes que constituem o elemento central do escudo das armas de Portugal. A sua importância nas armas leva a que, por sinédoque, a totalidade das mesmas seja frequentemente referida por "Cinco Quinas" ou simplesmente "Quinas". A sua perceção popular como símbolo do país leva a que a palavra "Quinas" seja inclusive empregue como um quase metónimo de "Portugal", em diversos contextos. A bandeira de Portugal é assim frequentemente referida por "Bandeira das Quinas" e as seleções portuguesas de vários desportos são referidas por "seleções das Quinas". 
As cinco quinas são ocasionalmente usadas como um emblema em si mesmo próprio, não contidas em qualquer escudo, como acontecia nos uniformes da Seleção Portuguesa de Futebol usados até à década de 1960 ou no modelo de cartão de cidadão em vigor até 2024.
A tradição indica que os cinco escudetes em cruz e respetivos besantes teriam sido adotados por D. Afonso Henriques por ocasião da batalha de Ourique, travada a 25 de julho de 1139, no final da qual seria aclamado como primeiro Rei de Portugal. 
No entanto, só existe confirmação histórica dos cinco escudetes constituírem as armas reais de Portugal a partir do reinado de D. Sancho I (1185-1211), não havendo certezas do seu uso anterior. Na época, os dois escudetes laterais eram representados deitados e apontados ao escudete do centro. Igualmente, não existia um número fixo de besantes representados em cada escudete.
A constituição das armas de Portugal limitou-se aos cinco escudetes em campo de prata até ao reinado de D. Afonso III (1248-1279), quando lhes foi acrescentada uma bordadura de vermelho carregada de castelos de ouro.
Por volta do final do século XIII ou inícios do XIV, o número de besantes é fixado em cinco dispostos em aspa em cada escudete, levando a que estes e as próprias armas completas de Portugal, passem ser conhecidos por "quinas". Tudo indica que esta designação resulta da semelhança com a face cinco de um dado de jogar, popularmente designada "quina".
Finalmente, em 1481, os dois escudetes laterais das armas de Portugal passam a ficar direitos, fixando-se então a disposição atual das quinas.

#### Castelos

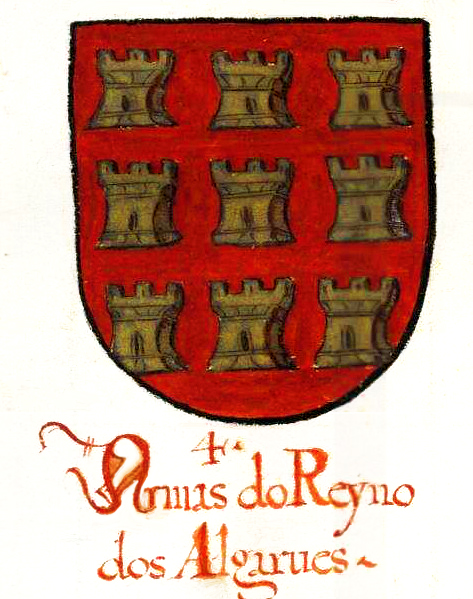
Hipotéticas armas do Reino dos Algarves. Thesouro da Nobreza, século XVII

Para além das cinco quinas em campo de prata, o escudo das armas de Portugal inclui uma bordadura de vermelho, carregada com sete castelos de ouro.
A bordadura foi acrescentada às armas reais por D. Afonso III, quando o mesmo assumiu o trono em 1248.
A tradição indica que a bordadura de castelos representaria o antigo Reino do Algarve, comemorando a conclusão da sua reconquista aos Mouros por D. Afonso III e a assunção por este do título de "Rei dos Algarves" em complemento ao de "Rei de Portugal". Cada castelo representaria cada uma das povoações algarvias conquistadas por aquele rei. Retomando esta tradição, quando foram estabelecidas as novas armas do Reino Unido de Portugal, Brasil e Algarves em 1817, a bordadura de castelos foi indicada como simbolizando o Algarve como um dos reinos constituintes da união. Contudo e apesar da explicação tradicional, a origem da bordadura de castelos parece ter uma origem mais prosaica, tendo provavelmente sido retirada das armas dinásticas de D. Urraca de Castela, mãe de D. Afonso III e introduzidas para diferenciar as armas deste das do seu irmão, o rei D. Sancho II.
O número de castelos na bordadura manteve-se indefinido até à segunda metade do século XVI, altura em que foi fixado em sete, como se mantém até aos dias de hoje.

### Elementos exteriores

#### Esfera armilar

Esfera armilar com o segmento eliminado, respeitando o projeto de Columbano para a bandeira de Portugal.

A esfera armilar é um importante emblema nacional desde o início do século XVI, mas a sua integração nas armas de Portugal propriamente ditas é relativamente recente.
Foi introduzida como empresa ou emblema pessoal do rei D. Manuel I (1495-1521), sendo largamente usada no reinado deste como um complemento das armas reais (frequentemente, em conjunto com a cruz da Ordem de Cristo). Acabou por deixar de ser um emblema meramente pessoal e adquiriu o estatuto de emblema nacional, continuando o seu uso para além da morte daquele rei. A esfera armilar foi especialmente associada à expansão marítima e ao Ultramar Português onde era usada frequentemente em substituição do brasão de Portugal, como eram os casos das moedas portuguesas emitidas em África, Ásia e América.
No século XVIII, a chamada "Bandeira da Esfera" (de campo branco, com uma esfera armilar ao centro) constituía a bandeira nacional dos navios mercantes portugueses, os quais estavam impedidos de usar a bandeira com as armas reais, reservada para uso dos navios de guerra da Coroa.
Contudo, só em 1817, quando da ordenação das novas armas do Reino Unido de Portugal, Brasil e Algarves é que a esfera armilar passou — pela primeira vez — a ser parte integrante das armas nacionais. Sendo também largamente usada no Brasil, nomeadamente nas moedas localmente cunhadas, para além de ter sido originalmente o emblema de D. Manuel I em cujo reinado foi descoberto aquele território, a esfera armilar acabou por ser reconhecida como um emblema local, sendo formalizada como constituindo as armas do Reino do Brasil e introduzida como elemento das armas da União. Continuou a constituir o elemento central das armas do Império do Brasil após a sua independência em 1822, mas deixou de fazer parte das armas de Portugal em 1826.
A esfera armilar foi reintroduzida nas armas de Portugal criadas após a implantação da república, simbolizando agora não especificamente o Brasil, mas sim o "génio aventureiro" e a "expansão marítima" dos Portugueses, conforme referido no relatório da comissão nomeada em 1910 para o projeto da nova bandeira nacional. O modelo de esfera introduzido em 1910 difere do modelo de 1817, uma vez que mostra apenas um meridiano central visível e não cinco meridianos como anterior.

#### Ramos de louro e laço
Nas versões das armas de Portugal para uso em emblemas oficiais e nas bandeiras regimentais das unidades militares, o conjunto central — constituído pelo escudo assente na esfera armilar — é rodeado por dois ramos ou vergônteas de louro, atados na sua base por um laço. Na versão para as bandeiras regimentais, este laço é branco e tem inscrito o verso camoniano "Esta é a ditosa Pátria minha amada". Na versão das armas para emblemas, a descrição oficial é omissa relativamente à cor do laço, o que dá a entender que seria também branco, mas o mesmo tem sido normalmente representado a verde e vermelho. Os ramos de louro e respetivo laço não estão no entanto presentes na versão básica das armas que — entre outros usos — está presente na bandeira nacional.
De todos os elementos constituintes das armas, além de serem os mais secundários, os ramos de louro aparentam ser os únicos que não têm nenhum significado simbólico especificamente nacional, remetendo para as coroas de louros romanas e como estas representando genericamente a "vitória" e a "glória". Foram apenas brevemente referidos pela comissão da nova bandeira nacional de 1910, sendo descritos como um "símbolo triunfal".
Em algumas representações das armas nacionais, os ramos de louro aparecem representados a verde em vez de ouro. Igualmente, em alguns casos, um dos ramos de louro é substituído por um ramo de carvalho.
Anteriormente, já as armas de Portugal eram ocasionalmente representadas acompanhadas de ramos de louro, especialmente no período da Monarquia Constitucional durante o qual, por exemplo, estavam presentes nas bandeiras e estandartes das unidades militares. No entanto, aparentemente nunca passaram de um elemento acessório e quase meramente estético das armas.
A inscrição camoniana contida no laço dos ramos de louro, das armas para as bandeiras das unidade militares, aparece ocasionalmente referida como sendo o lema militar ou mesmo o lema nacional de Portugal. O seu estatuto é no entanto incerto, uma vez que nunca foi expressamente definida e usada oficialmente como lema nacional, bem como foi indiretamente preterida como lema militar em virtude das Forças Armadas e os seus diversos ramos terem adotado outros lemas distintos.

## História e evolução das armas de Portugal
Os símbolos heráldicos nacionais de Portugal desenvolveram-se a partir dos símbolos régios, com as armas reais a adquirirem gradualmente o estatuto de armas nacionais.
As atuais armas nacionais Portuguesas resultam de uma evolução ao longo de quase mil anos de história. Começando com o escudo de prata com uma cruz de azul que constituira as hipotéticas armas do conde D. Henrique no início do século XII, sucessivos elementos foram sendo alterados, acrescentados ou removidos, culminando no atual modelo oficial de armas nacionais estabelecido em 1910.

### Evolução do escudo
O elemento fundamental e sempre constante das armas portuguesas é e sempre foi o escudo de Portugal. Este resultou numa evolução de cerca de 300 anos, ocorrida entre os séculos XII e XVI.
A teoria mais comum aponta para que D. Afonso Henriques, como conde e mais tarde primeiro Rei de Portugal, fizesse uso de um escudo de prata, com uma cruz de azul. Este seria o escudo já usado pelo seu pai, o conde D. Henrique. Não há contudo certezas nem de quais as armas realmente usadas por D. Afonso Henriques, nem de quais as usadas pelo seu pai ou mesmo se ambas eram idênticas. Numa altura em que a heráldica estava ainda muito nos seus primórdios e em uso muito limitado, não há sequer certeza que os mesmos fizessem já uso de brasões de armas.

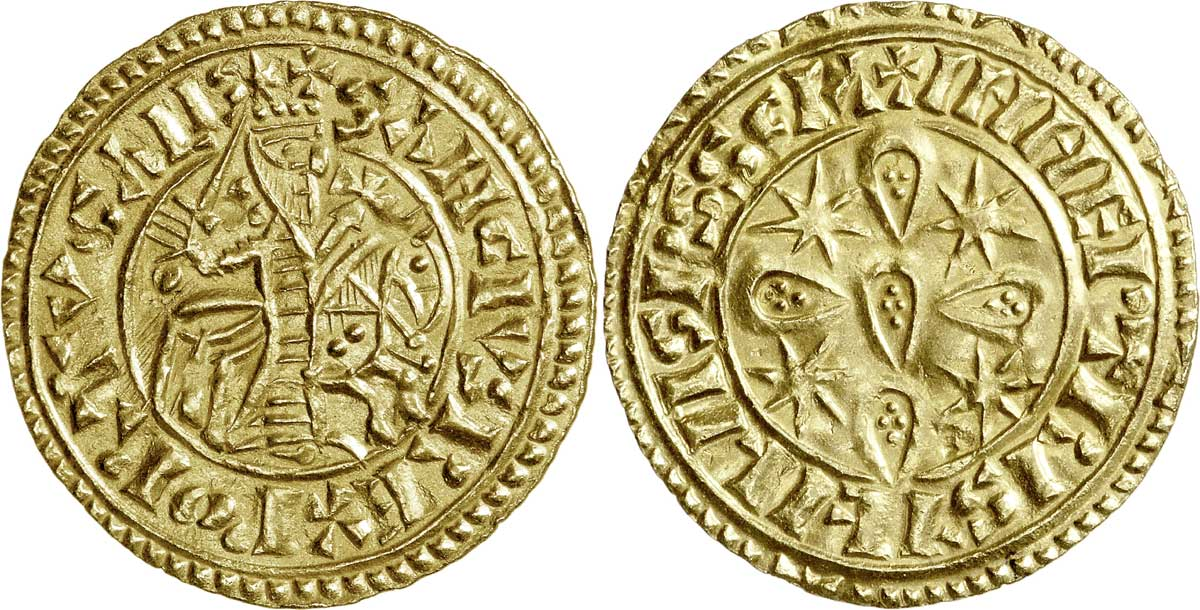
Morabitino de D. Sancho I (1185-1211), em cujo verso — à direita — aparecem pela primeira vez os cinco escudetes das armas de Portugal

Assumindo-se que as anteriores armas existiram realmente, o escudo original teria evoluído, passando a estar ordenado como de prata, com cinco escudetes de azul dispostos em cruz, cada qual semeado de besantes de prata, os escudetes laterais deitados e apontados ao centro. Este modelo de armas é o primeiro cuja historicidade é possível confirmar, aparecendo gravado nos morabitinos cunhados no reinado de D. Sancho I (1185-1211), segundo rei de Portugal, período que coincide com a expansão do uso da heráldica no ocidente europeu. É possível contudo que estas armas tivessem sido já introduzidas anteriormente, ainda no reinado de D. Afonso Henriques. O aparecimento dos cinco escudetes e dos respetivos besantes tem sido explicado por várias lendas e teorias, a mais populares de todas relacionadas com a batalha de Ourique. Outra teoria — bastante bem aceite entre os heraldistas e que explicaria a transformação da hipotética cruz azul das armas iniciais nos cinco escudetes com besantes — defende que o escudo físico pessoal de D. Afonso Henriques seria branco com duas tiras azuis de couro cruzadas e pregadas à superfície daquele por cinco grupos de pregos. Com os danos sofridos em combate, as tiras de couro teriam sido parcialmente arrancadas, permanecendo apenas cinco pedaços nas zonas dos pregos. Os cinco pedaços de couro e as cabeças dos pregos teriam assim resultado nos cinco escudetes e respetivos besantes.

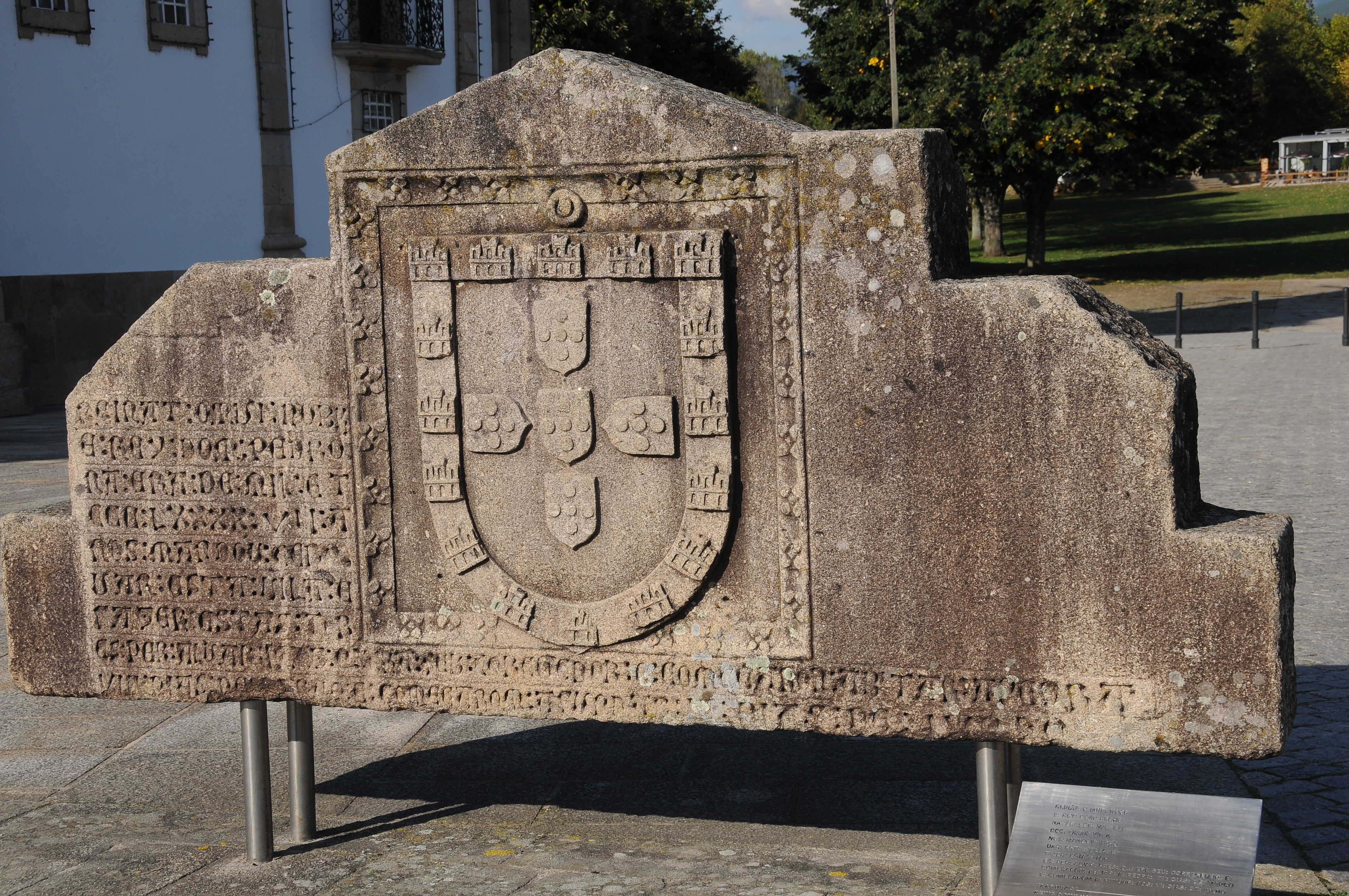
Armas de Portugal segundo a ordenação de 1247-1385, esculpidas em 1359, no reinado de D. Pedro I, na antiga torre norte da ponte velha de Ponte de Lima.

As armas reais mantiveram-se de prata com os cinco escudetes até ao final do reinado de D. Sancho II (1223-1247). Quando este foi destronado pelo seu irmão D. Afonso III em 1247, ao escudo foi acrescentada uma bordadura de vermelho, semeada de castelos de ouro. Várias teorias procuram explicar o significado desta bordadura, a mais popular das quais indica que os castelos representam as últimas povoações do Algarve tomadas aos mouros por D. Afonso III, que concluiu assim a parte portuguesa da Reconquista, acrescentando ao seu título o de "Rei do Algarve". Em 1817, quando do estabelecimento das novas armas do Reino Unido de Portugal, Brasil e Algarves, esta teoria serviu de base a indicar-se a bordadura de castelos como constituindo as armas do Reino do Algarve. Contudo, a maioria dos heraldistas e historiadores modernos descarta esta teoria, explicando a bordadura como uma diferença heráldica colocada nas armas de D. Afonso, quando ainda infante de Portugal e, como tal, impedido de usar as armas plenas de Portugal, reservadas ao Rei. Segundo os costumes heráldicos da época, a diferenciação teria sido feita através do acrescentamento de uma bordadura constituída por elementos das armas dinásticas da sua mãe, D. Urraca de Castela. Ao assumir o trono e talvez por deferência para com o seu irmão, à data ainda vivo, D. Afonso III teria mantido as suas armas de infante, não revertendo para as originais armas reais sem a bordadura de castelos.
Apesar da alteração das armas reais, o escudo sem a bordadura (hoje heraldicamente designado como "escudo de Portugal antigo") continuou em uso, mas já não simbolizando a chefia da Casa Real Portuguesa, mas agora pelo contrário simbolizando a bastardia real. Como tal, passou a integrar as armas dos filhos bastardos dos monarcas até ao reinado de D. João II. A partir de então, o escudo sem a bordadura e já com a ordenação definitiva passou a ser empregue como acrescentamento honorífico concedido pelo Rei às armas de determinados notáveis do Reino.

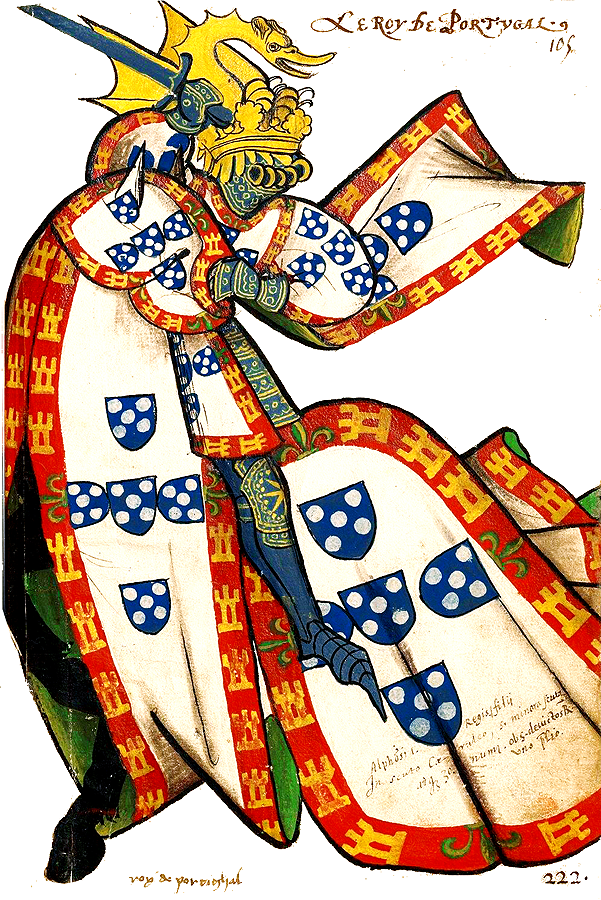
Representação equestre do Rei de Portugal, vestindo uma cota das armas reais, segundo a ordenação de 1385–1485, Grande Armorial Equestre do Tosão de Ouro, século XIV

No reinado de D. Dinis (1279-1325), dá-se a fixação do número e da disposição dos besantes de cada um dos cinco escudete do escudo, até então variáveis. Em cada escudete passam então a existir sempre cinco besantes dispostos em aspa. Talvez por esta altura e pela sua semelhança às faces cinco dos dados de jogar, os escudetes passam a ser popularmente apelidados de "quinas", designação essa que se alarga à própria totalidade das armas de Portugal. Continuarão contudo a existir algumas variações no tratamento artístico das representações do escudo, ocorrendo exemplos em que os cinco besantes aparecem dispostos em cruz em vez de aspa ou, inversamente, aparecem os cinco escudetes dispostos em aspa em vez de cruz.
A crise dinástica de 1383–1385 vem originar uma nova alteração das armas de Portugal, bem como — indireta e subtilmente — do seu estatuto. D. João, mestre de Avis e filho ilegítimo de D. Pedro I acaba por prevalecer, sendo eleito Regedor e Defensor do Reino em 1383 e aclamado Rei de Portugal, como D. João I, em 1385, dando origem à nova Dinastia de Avis. Como Rei, D. João I decide manter as armas reais em uso na anterior dinastia, o que indica que elas já não eram vistas como meras armas pessoais ou dinásticas, mas como armas do Reino ou seja adquirindo o estatuto do que hoje são definidas como "armas nacionais". Contudo, D. João I decide acrescentá-las com o emblema da ordem de que era mestre, a cruz de Avis, heraldicamente definida como uma cruz florida de verde. Este acrescentamento é feito de várias formas. Na primeira delas, a considerada heraldicamente mais correta, a cruz de Avis é colocada como um elemento exterior do escudo (que se mantém sem alterações), ficando este assente sobre aquela. Na segunda forma, a de longe mais utilizada, as quatro pontas da cruz (em formato de flor de lis) são colocadas na bordadura entre os castelos, uma no chefe apontando para cima, outra na ponta apontando para baixo e a uma em cada flanco apontando para fora. Por fim, numa terceira forma, a menos utilizada, as pontas da cruz são colocadas brocantes sobre o campo de prata e a bordadura de castelos, nascentes das quinas superior, inferior e laterais.
Durante o período em que reivindicou a Coroa de Castela (1475-1479), em nome da sua mulher D. Joana de Trastâmara, o Rei D. Afonso V usou as armas de Portugal esquarteladas com as de Castela e Leão, aquelas postas no primeiro e quarto quartéis e estas no segundo e terceiro quartéis.

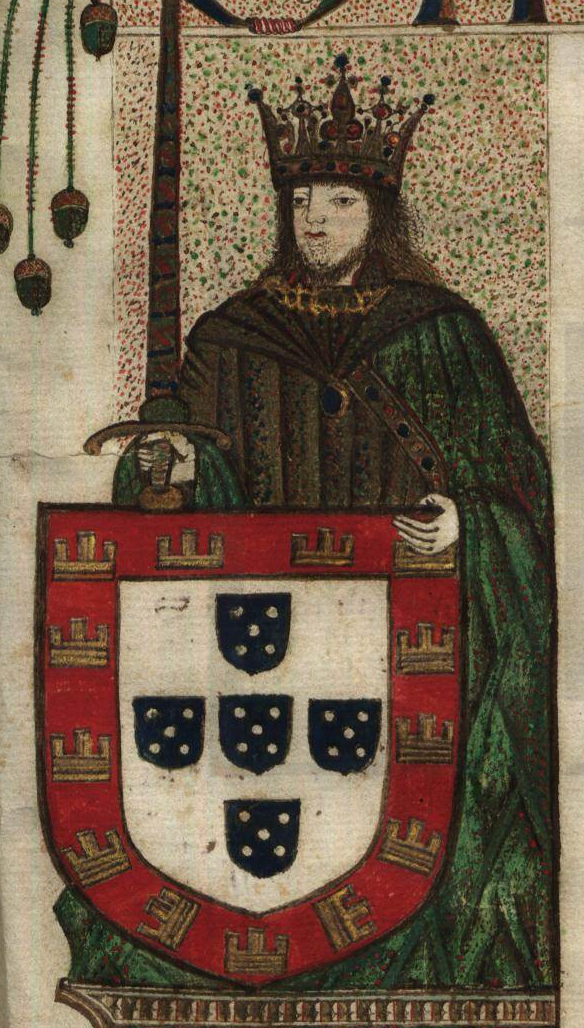
D. João II representado segurando o escudo de Portugal, segundo a ordenação por ele estabelecida em 1485, Iluminura do Livro dos Copos, 1490-1498

Em 1485 e depois de um longo debate sobre o tema, o rei D. João II ordena a realização das alterações ao escudo de Portugal que lhe deram essencialmente a ordenação atual. Num período de forte crescimento do culto da heráldica em Portugal, são-lhe corrigidas as características consideradas contrárias à boa heráldica. Assim, as quinas laterais são postas direitas (entendia-se que a disposição delas deitadas poderia ser entendida como um sinal de bastardia), bem como é removida a cruz de Avis (cuja disposição no interior do escudo levantava dúvidas quanto à sua real ordenação heráldica).
O número de castelos representados na bordadura continuou a não estar definido, variando de acordo com o que melhor se adaptava ao formato dos suportes utilizados (escudos, bandeiras, selos, moedas e outros). Durante a maioria do século XVI, o número de castelos representados limita-se essencialmente a sete (sobretudo em escudos de ponta ogival) ou a oito (sobretudo em escudos de ponta redonda e em bandeiras). Finalmente, no final do século XVI, o número de castelos é fixado em sete, como ainda hoje se mantém.
Durante o período de União Ibérica (1580-1640), as armas de Portugal foram incluídas nas armas dinásticas da Casa Real de Habsburgo, juntando-se às dos outros domínios daquela monarquia. Esta inclusão deu-se pela colocação de um escudete de Portugal no ponto de honra do escudo dos habsburgos, arranjo heráldico escolhido por razões políticas, o qual permitia por um lado bajular os Portugueses para garantir o seu apoio, colocando as armas destes num local de destaque, mas ao mesmo tempo manter as armas da cabeça do seu império (a Coroa de Castela) no primeiro quartel do escudo, que é heraldicamente o local mais importante do mesmo. Em Portugal e nos restantes territórios da Coroa Portuguesa, estas armas compostas eram no entanto usadas em contextos muito raros, normalmente relacionados com a necessidade de simbolizar pessoalmente o monarca ou mesmo de assinalar a sua presença física. Em todos os outros contextos, continuaram a ser utilizadas as armas singelas de Portugal. O pouco uso que as armas dos habsburgos terão tido nos territórios portugueses desapareceu de vez após da Restauração da Independência em 1640.

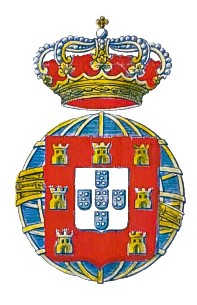
Armas do Reino Unido de Portugal, Brasil e Algarves. Desenho anexo à Carta de Lei de 13 de maio de 1817

Já no século XIX, na sequência da alteração do estatuto do Brasil no seio da Monarquia Portuguesa, passando da categoria de estado à de reino, foi estabelecido o Reino Unido de Portugal, Brasil e Algarves. Surgiu então a necessidade de representar o Reino do Brasil nas armas da nova União, uma vez que se entendia que os reinos de Portugal e do Algarve estavam já representados nas anteriores armas, respetivamente, através das quinas e da bordadura de castelos. Pelo menos desde o século XVII que a esfera armilar — ocasionalmente assente numa cruz da Ordem de Cristo — vinha sendo usada como um emblema no Ultramar Português, chegando a substituir as armas de Portugal em determinados contextos. Como o uso da esfera armilar era especialmente intenso no Brasil e portanto considerada um emblema do mesmo, em 1817 decidiu-se que as armas do Reino do Brasil passariam a ser de azul, com uma esfera armilar de ouro. A esfera armilar sobre o campo de azul foi então acrescida ao escudo de Portugal, formando as armas da da União. Heraldicamente, existem dúvidas sobre este arranjo, nomeadamente se a esfera está contida num escudo redondo de campo azul e carregada com um escudete de Portugal ou se é um ornato exterior do escudo de Portugal, servindo-lhe de suporte. As armas do Reino Unido de Portugal, Brasil e Algarves foram usada em Portugal até à morte de D. João IV em 1825, removendo-se então a esfera armilar e regressando-se ao modelo anterior de armas.
Quando da implantação da república em 1910 e da necessidade de estabelecer uma nova bandeira nacional, foram também estabelecidas novas armas nacionais. Ao contrário do que aconteceu com a bandeira, a qual sofreu uma completa e muito contestada alteração das suas cores fundamentais, as novas armas continuaram a manter o tradicional escudo de Portugal como seu elemento central. Nas novas armas, o escudo passou a assentar sobre uma esfera armilar, agora claramente um ornato exterior do escudo e que representava, já não especificamente o Brasil, mas a expansão portuguesa e a totalidade do território ultramarino de Portugal.
Evolução do escudo de Portugal
- De 1095? a 1139?
- De 1139? a 1247
- De 1248 a 1385
- De 1385 a 1481
- De 1481 até hoje

### Elementos exteriores do escudo
Até ao início do século XIV, as armas de Portugal limitavam-se ao próprio escudo, não havendo quaisquer evidências históricas do uso de elementos exteriores do mesmo.
O primeiro elemento exterior a aparecer foi a coroa real sobreposta ao escudo, que começa a ocorrer em algumas representações das armas a partir do século XIV. Inicialmente, é representada uma coroa aberta de formato tosco que evolui posteriormente para um formato idêntico ao atual coronel de duque, consistindo portanto num círculo de ouro, cravejado de joias, sotoposto a florões do mesmo. O uso da coroa nas representações das armas de Portugal intensifica-se sobretudo a partir do reinado de D. Manuel I (1495-1521). Quando ocasionalmente, as armas são representadas incluindo um elmo, a coroa real é nele assente. Contudo, na maioria dos casos, as armas são representadas sem elmo e com a coroa diretamente assente no escudo. Desde o século XVI e até à implantação da república em 1910, a coroa real passa a estar virtualmente presente em praticamente todas as representações das armas de Portugal, sendo ao mesmo tempo o único elemento constante exterior ao escudo. No reinado de D. Sebastião (1557-1578), a coroa aberta é substituída por uma coroa fechada com um único arco. No século XVII, passa a ter dois arcos. Finalmente, no reinado de D. Pedro II (1683-1706), a coroa real passa ter quatro arcos, passando a de dois arcos a ser a coroa do Príncipe herdeiro de Portugal.
Evolução da coroa real heráldica de Portugal
- Século XIV
- Final do século XVI
- Meados do século XVII
- Final do século XVII

À coroa real, segue-se o aparecimento do elmo e dos respetivos virol e paquife, bem como do timbre, representados nas armas sobretudo a partir do reinado de D. João I (1385-1433), talvez pela forte influência inglesa na heráldica portuguesa, que se faz sentir na época.
No século XIV, é frequentemente representado um elmo fechado, mas posteriormente passa a ser representado um elmo aberto e barrado. Uma vez que se tratavam de armas reais, o elmo é sempre representado de frente e em ouro. No reinado de D. Manuel I (1495-1521), o virol e o paquife são representados de prata e vermelho (cores do libré deste Rei), passando a ser de ouro e vermelho (talvez considerados os principais metal e cor do escudo) no reinado de D. João III (1521-1557). Posteriormente, o virol e o paquife passam a ser representados com a totalidade dos quatro esmaltes presentes no escudo de Portugal (prata, azul, ouro e vermelho).
Talvez o mais importante elemento exterior a seguir à coroa real tenha sido o timbre que — pelo menos a partir do reinado de D. João I — passa a ser um dragão ou serpe de ouro. A sua adoção estaria provavelmente ligada à adoção de São Jorge como santo patrono de Portugal. A serpe é representada sainte da coroa real. No século XVII, a serpe deixa de ser de ouro e passa a ser de verde, mudança provavelmente relacionada com a subida ao trono da Casa de Bragança em 1640, cuja cor principal do libré era justamente o verde, o qual passa também a ser a cor nacional de Portugal. Durante o reinado dos Braganças, as serpes passam a ser usadas sobretudo como suportes do escudo, talvez devido à adoção da coroa real fechada que não se presta tão bem a suportar um timbre como uma coroa aberta.
A partir do século XIV, muitas das representações das armas de Portugal passam também a incluir suportes ou tenentes. Até ao século XVIII, os mais frequentemente representados são os anjos. Normalmente são representados dois anjos, um à direita e outro à esquerda do escudo, mas é também frequente  o escudo ser suportado por um único anjo. Ocasionalmente, este anjo é representado vestindo um tabardo com as armas de Portugal, o que pode indicar que se trataria especificamente do Anjo Custódio de Portugal. A partir do reinado de D. Manuel I, passou a ser comum representar os anjos tenentes segurando esferas armilares e cruzes da Ordem de Cristo ou segurando bandeiras contendo estes emblemas. A partir do século XVIII, as serpes originárias do timbre substituem os anjos como os suportes do escudo mais vezes representados. Em algumas representações do século XVII em diante, cada serpe segura uma bandeira quadrada com elementos do escudo de Portugal, a da direita de prata com as cinco quinas e a da esquerda de vermelho com sete castelos de ouro.
Durante o período da União Ibérica e apenas no caso específico das armas compostas que representavam pessoalmente o monarca, as mesmas incorporam ocasionalmente uma combinação de elementos exteriores retirados das armas dos diversos domínios dos habsburgos. Nomeadamente, sobre o escudo dinástico são ocasionalmente representados três elmos coroados, tendo o do centro o timbre da Coroa de Castela (um leão de púrpura segurando uma espada e uma orbe, sainte de um castelo de ouro), o da direita o de Portugal (uma serpe de ouro) e o da esquerda o da Coroa de Aragão (uma serpe de ouro, idêntica à de Portugal).
Alguns emblemas pessoais dos monarcas aparecem também a servir de ornatos exteriores do escudo. O primeiro deles terá sido a cruz da Ordem de Avis introduzida formalmente nas armas reais por D. João I. Apesar de, na maioria dos casos, a cruz de Avis ter sido usada integrada no interior o escudo, foi ocasionalmente representada como um ornato exterior, apresentando-se sotoposta ao escudo. Contudo os principais emblemas pessoais a serem associados às armas foram os do rei D. Manuel I. A esfera armilar — empresa heráldica pessoal de D. Manuel I — e a cruz da Ordem de Cristo — sua insígnia como mestre daquela Ordem — foram extensivamente representados no seu reinado. Durante este período, foram raras as representações das armas de Portugal que não estivessem acompanhadas pela esfera armilar e pela cruz de Cristo, normalmente ladeando o escudo. A representação intensiva destes elementos levou a que os mesmos deixassem de ser considerados meros emblemas pessoais e atingissem o estatuto de símbolos nacionais, prolongando-se o seu uso mesmo depois do desaparecimento de D. Manuel I. Em representações da época, ocasionalmente, a esfera armilar chega a ser utilizada como suporte do escudo de Portugal, num arranjo muito semelhante ao que viria a ser adotado alguns séculos mais tarde para as armas do Reino Unido de Portugal, Brasil e Algarves e depois para as armas da República Portuguesa. A esfera armilar e a cruz de Cristo passaram a ser especialmente associados ao Ultramar Português, aí usados frequentemente em substituição das armas de Portugal em situações onde estas normalmente estariam representadas.
Para além dos anteriormente referidos, ocasionalmente outros emblemas e insígnias pessoais dos monarcas foram associados às armas. Assim, durante o reinado de D. Sebastião, as setas de São Sebastião (patrono deste monarca) aparecem ocasionalmente a acompanhar o escudo. Durante o reinado do cardeal-Rei D. Henrique (1578-1580), as armas são usadas num arranjo peculiar no qual um galero vermelho de cardeal — e respetivos quinze nós — é combinado com a coroa real, para assim refletir o duplo estatuto de eclesiástico e de monarca daquele Rei.
Sobretudo em contexto militar, a partir do século XVIII, as armas são frequentemente representadas com o escudo acompanhado de ramos de louro e por troféus constituídos por bandeiras e armas.
No período da Monarquia Constitucional, surgiu a necessidade ocasional de distinguir as armas nacionais das armas pessoais do Monarca. Sendo o escudo idêntico em ambas as vertentes das armas, a distinção fez-se através dos ornatos exteriores. A principal distinção consistiu no pavilhão ou manto de púrpura forrado de arminho, sainte da coroa real e envolvendo o escudo, usado nas armas pessoais do Monarca e ocasionalmente nas armas usadas por outros órgãos de soberania como as câmaras do Parlamento. Para as armas do Monarca também se reviveu o uso do elmo e o uso da serpe como timbre suportes do escudo das armas. As serpes suportando o escudo aparecem agora segurando cada uma delas uma bandeira, a da direita de prata com as cinco quinas e a da esquerda de vermelho com os setes castelos de ouro.
Outros ornatos exteriores usados ao logo dos tempos
- Cruz de Avis servindo de suporte ao escudo, elmo fechado, coroa aberta e serpe como timbre. Escultura no Mosteiro da Batalha, século XIV.
- Anjo de Portugal como tenente do escudo. Escultura de Diogo Pires, o Moço, início do século XVI
- Dois anjos como tenentes do escudo. Cerâmica de Andrea della Robbia, 1505.
- Elmo barrado, paquifes de prata e vermelho e coroa aberta. Livro do Armeiro-Mor, 1509.
- Elmo barrado, virol e paquifes de ouro e vermelho, coroa aberta e serpe de ouro como timbre. Livro da Nobreza e Perfeiçam das Armas, século XVI.
- Galero vermelho, de quinze nós pendentes, sobre a coroa real. Armas do Cardeal-Rei D. Henrique, 1578-1580
- Elmo barrado, paquifes de prata, azul, ouro e vermelho, coroa aberta e serpe de ouro como timbre. Thesouro da Nobreza, século XVII.
- Duas serpes de verde como suportes do escudo e um colar da Ordem de Cristo. Enciclopédia Diderot, século XVIII
- Manto cobrindo o escudo. Estátua de D. Pedro V em Braga, 1879.
- Ramos de louro e troféu de bandeiras rodeando o escudo. Pintura em vidro de final do século XIX

## Representações artísticas das armas de Portugal
Ao longo dos séculos, as armas de Portugal foram colocadas em edifícios, moedas, documentos, bandeiras e inúmeros outros suportes, sendo representadas sob a forma de escultura, gravura, pintura, desenho e outras formas de artes visuais. Desde o final do século XX, a arte digital tem vindo também a ser utilizada como forma de representação das armas em páginas de rede ou outros suportes multimédia.
Tirando partido da liberdade artística permitida pela heráldica, as representações plásticas das armas foram variando ao longo dos tempos, seguindo normalmente os estilos preferidos nas diversas épocas.
O escudo de ponta redonda veio a ser fixado já no século XX como o formato de padrão oficial. Antes desta altura, nunca tinha existido qualquer padrão fixo, em linha com a boa heráldica na qual o formato do escudo utilizado nas representações plásticas das armas não deve ser definido no ordenamento das mesmas, devendo sim ser deixado à liberdade artística. Os formatos foram assim variando de acordo com as modas das épocas e o tipo de aplicação. O escudo de ponta redonda foi contudo o mais utilizado ao longo da história, com maior intensidade nos períodos do século XIII ao início do XIV, do final do século XVI ao XVIII e a partir do século XX. Devido ao seu uso comum na heráldica portuguesa, este formato veio também a ser conhecido como "escudo português". Outros formatos foram contudo também usados. Assim, no século XII, usou-se o escudo em amêndoa (dito "normando"), sendo neste formato a mais antiga representação dos cinco escudetes das armas de Portugal, nomeadamente nos morabitinos cunhados no reinado de D. Sancho I (1185-1211). O escudo ogival (dito "clássico") foi o mais representado do final do século XIV e ao início do XVI. Sobretudo no período do reinado de D. Manuel I (1495-1521), é frequentemente representado um escudo de formato peculiar, com a ponta redonda terminando em bico e com o bordo superior duplamente chanfrado formando três pontas. Na segunda metade do século XIV e até final do século XVII, volta a privilegiar-se o uso do escudo de ponta redonda. Do final do século XVII até ao início do século XX, o principal formato representado é o do escudo com a ponta boleada nos cantos e terminando em bico (dito "francês moderno" ou simplesmente "francês"). Apesar do escudo dito "francês" ter sido o mais utilizado durante esta época, a influência do rococó que se fez sentir no século XVIII, levou ao uso de uma série de formatos complexos, incluindo o escudo de cabeça de cavalo (dito "italiano"), os escudos em forma de cartelas recortadas e os escudo enquadrados por molduras ou tarjas. Na primeira metade do século XIX, usa-se frequentemente o escudo de formato oval.
Representações plásticas das armas de Portugal ao longo dos tempos
- Escudo sobreposto por coroa aberta. Porta de Almedina em Coimbra, século XIV
- Escudo, com os escudetes em aspa e sem a bordadura de castelos, gravado na Pedra de Ielala pela expedição de Diogo Cão. Cataratas de Ielala no rio Congo, 1485.
- Armas de estilo manuelino, escudo posto à valona, acompanhadas pela esfera armilar e cruz de Cristo. Claustro dos mosteiro dos Jerónimos, século XVI.
- Armas suportadas por um arcanjo tenente. Painel de azulejos, século XVII.
- Armas de estilo barroco, com escudo de cabeça de cavalo. Igreja da Misericórdia de Braga, século XVIII.
- Armas esculpidas em talha dourada. Antigo Arsenal do Exército e atual Museu Militar de Lisboa, século XVIII
- Armas em formato de cartelas de estilo rococó, com a bordadura de castelos substituída por estrelas representando as capitanias do Brasil. Conjunto escultórico d'o Aleijadinho na Igreja de São Francisco de Assis de Ouro Preto, século XVIII
- Armas do Reino Unido de estilo neoclássico. Basílica do Bom Jesus de Braga, século XIX.
- Armas do Reino Unido assentes sobre um troféu militar. Castelo de Estremoz, século XIX.
- Escudo ovado, assente sobre cartela de estilo barroco. Farol da Guia em Cascais, século XIX
- Armas com o manto real. Moeda de 10 000 reis, 1884.
- Armas de estilo neoclássico, com a esfera armilar contendo a sigla "RP" coroando o escudo (em substituição da coroa real original). Grupo escultórico de Teixeira Lopes na sala das sessões da atual Assembleia da República, 1903
- Armas da República, com escudo de formato ogival. Painel de azulejos de uma estação ferroviária, início do século XX.
- Armas assentes sobre a cruz de Cristo. Insígnias da Ordem do Império, 1932-1974.
- Armas em estilo modernista, com o escudo assente sobre a cruz de Cristo. Cemitério militar português de Richebourg, 1938
- Armas em estilo arte deco. Edifício do atual Museu do Oriente, 1940
- Armas em estilo modernista, com escudo ogival, Moeda de 2,5 escudos, 1951.
- Reinterpretação modernista das armas manuelinas. Vitral de António Lino na Reitoria da Universidade de Lisboa, 1961
- Armas reordenadas segundo a proposta de Almeida Langhans e desenho de João Paulo de Abreu e Lima. Cerâmica de Maria de Lurdes Valente, final da década de 1960.
- Escudo coroado por cabos náuticos. Moeda de 1 escudo, 1993
- Armas em grafismo digital, usadas pela Presidência da República desde 2008